# Svenska mästerskapen i friidrott 2000
Svenska mästerskapen i friidrott 2000 var uppdelat enligt nedan.  
| Evenemang   | Datum           | Arena/plats                    | Ort        | Arrangörsklubb(ar)                         |
| ----------- | --------------- | ------------------------------ | ---------- | ------------------------------------------ |
| Terräng     | 30 april        | Mellstaparken                  | Borlänge   | Kvarnsvedens GoIF                          |
| Maraton     | 3 juni          | Start Lidingövägen Mål Stadion | Stockholm  | Hässelby SK, Spårvägens FK                 |
| Stafett     | 17 – 18 juni    | Norrvalla IP                   | Skellefteå | Skellefteå AIK                             |
| Lag         | 26 juli         | Slottskogsvallen               | Göteborg   | Mölndals AIK, Ullevi FK                    |
| Mångkamp    | 5 – 6 augusti   | Källbrinks IP                  | Huddinge   | Huddinge AIS                               |
| Stora SM    | 18 – 20 augusti | Studenternas IP                | Uppsala    | Upsala IF                                  |
| Halvmaraton | 10 september    | Start Lidingövägen Mål Stadion | Stockholm  | Hässelby SK, Fredrikshovs FI, Turebergs FK |

Tävlingen var det 105:e svenska mästerskapet.

## Medaljörer, resultat

### Herrar
| Gren                     | Guld                | Guld                                                                   | Guld     | Silver                      | Silver                                                                 | Silver   | Brons            | Brons                                                           | Brons    |
| 100 meter                | Torbjörn Mårtensson | Malmö AI                                                               | 10,65    | Johan Engberg               | Finspångs AIK                                                          | 10,66    | Matias Ghansah   | Malmö AI                                                        | 10,68    |
| 200 meter                | Johan Engberg       | Finspångs AIK                                                          | 20,83    | Mattias Sunneborn           | IFK Lidingö                                                            | 21,36    | Erik Wahn        | IFK Helsingborg                                                 | 21,45    |
| 400 meter                | Jimisola Laursen    | Malmö AI                                                               | 45,68    | Magnus Aare                 | FI Danderyd Athletics                                                  | 46,38    | Johan Wissman    | IFK Helsingborg                                                 | 47,30    |
| 800 meter                | Rizak Dirshe        | Hälle IF                                                               | 1:48,23  | Fredrik Kjellberg           | Turebergs FK                                                           | 1:48,95  | Birger Ohlsson   | Hässelby SK                                                     | 1:49,97  |
| 1 500 meter              | Patrik Johansson    | Spårvägens FK                                                          | 3:44,75  | Mattias Norling             | Turebergs FK                                                           | 3:45,36  | Michael Öhman    | Bollebygds IF                                                   | 3:46,94  |
| 5 000 meter              | Erik Sjöqvist       | Enhörna IF                                                             | 14:34,03 | Joakim Johansson            | Hälle IF                                                               | 14:34,34 | Kent Claesson    | Skillingaryds FK                                                | 14:36,10 |
| 10 000 meter             | Claes Nyberg        | IF Göta                                                                | 29:41,09 | Alfred Shemweta             | Flemingsbergs SK                                                       | 30:01,04 | Jonas Hagelin    | Mölndals AIK                                                    | 30:14,89 |
| Halvmaraton              | Alfred Shemweta     | Flemingsbergs FK                                                       | 1:04:48  | Erik Sjöqvist               | Enhörna IF                                                             | 1:05:40  | Jonas Hagelin    | Mölndals AIK                                                    | 1:06:55  |
| Maraton                  | Alfred Shemweta     | Flemingsbergs FK                                                       | 2:18:49  | Peter Koskenkorva           | Hässelby SK                                                            | 2:21:38  | Anders Szalkai   | Spårvägens FK                                                   | 2:23:42  |
| 4 km terräng             | Claes Nyberg        | IF Göta                                                                | 11:39    | Gustav Svedbrant            | Spårvägens FK                                                          | 11:49    | Patrik Johansson | Spårvägens FK                                                   | 11:56    |
| 12 km terräng            | Peter Koskenkorva   | Hässelby SK                                                            | 37:31    | Alfred Shemweta             | Hässelby SK                                                            | 37:37    | Erik Sjöqvist    | Enhörna IF                                                      | 37:41    |
| 4 km terräng lagtävling  | IF Göta             | Claes Nyberg, Stefan Ljungström, Per Jacobsen                          | 35:51    | Spårvägens FK               | Gustav Svedbrant, Patrik Johansson, Peter Öhman                        | 36:10    | Hälle IF         | Joakim Johansson, Ahmed Mohamed, Jonas Alfredsson               | 36:39    |
| 12 km terräng lagtävling | Enhörna IF          | Erik Sjöqvist, Magnus Bergman, Patrick Hallén                          | 1:55:12  | Hässelby SK                 | Peter Koskenkorva, Andreas Ahl, Jonny Petrén                           | 1:55:50  | Hälle IF         | Christian Karlsson, Lars Johansson, Erik Framme                 | 1:58:42  |
| 110 meter häck           | Robert Kronberg     | IF Kville                                                              | 13,62    | Philip Nossmy               | Malmö AI                                                               | 13,90    | Stefan Heinås    | Riviera FI                                                      | 14,20    |
| 400 meter häck           | Mikael Jakobsson    | KFUM Örebro                                                            | 50,85    | Magnus Norberg              | Huddinge AIS                                                           | 52,00    | Peter Andersson  | Täby IS                                                         | 52,11    |
| 3 000 meter hinder       | Henrik Skoog        | Villstads GIF                                                          | 8:48,47  | Björn Ahlepil               | Eksjö Södra IK                                                         | 9:06,22  | Runar Höiom      | Alingsås IF                                                     | 9:08,73  |
| 4 x 100 meter            | Malmö AI            | Daniel Persson, Matias Ghansah, Torbjörn Mårtensson, Jimisola Laursen  | 40,90    | Huddinge AIS                | Fotios Makrostergios, Lion Martinez, Klas Ringdahl, Anders Boyacioglu  | 41,19    | SoIK Hellas      | Fredrik Hansson, Andreas Morander, Anders Wistam, Joakim Öhman  | 41,96    |
| 4 x 400 meter            | Malmö AI            | Mathias Sundin, Rikard Rasmusson, Torbjörn Johansson, Jimisola Laursen | 3:14,20  | Hammarby IF                 | Magnus Andersson, Albin Johansson, Stefan Danielsson, Fredrik Karlsson | 3:15,63  | Hässelby SK      | Andreas Mokdasi, Birger Ohlsson, Andreas Rehnborg, Johan Lundin | 3:20,01  |
| 4 x 800 meter            | Hammarby IF         | Ronny Johannesson, Per Synnerman, Rickard Pell, Fredrik Karlsson       | 7:31,05  | Turebergs FK                | Daniel Czarnecki, Thomas Byrberg, John Laselle, Fredrik Kjellberg      | 7:31,36  | Malmö AI         | Jörgen Zaki, Toni Rovina, Niklas Thorell, Torbjörn Johansson    | 7:32,75  |
| 4 x 1 500 meter          | Spårvägens FK       | Josef Jaiteh, Samad Masrour, Gustav Svedbrant, Patrik Johansson        | 15:41,58 | Rånäs 4H                    | Pontus Österberg, Stefan Wagnsson, Niklas Österberg, Håkan Jansson     | 15:42,51 | IF Göta          | Ken Pihlblad, Jan Hedström, Per Jacobsen, Claes Nyberg          | 15:42,85 |
| Höjdhopp                 | Stefan Holm         | Kils AIK                                                               | 2,29     | Staffan Strand              | Hässelby SK                                                            | 2,27     | Christian Olsson | Örgryte IS                                                      | 2,20     |
| Stavhopp                 | Martin Eriksson     | Hässelby SK                                                            | 5,62     | Patrik Kristiansson (Klüft) | Örgryte IS                                                             | 5,57     | Oscar Janson     | Ullevi FK                                                       | 5,27     |
| Längdhopp                | Peter Häggström     | IK Ymer                                                                | 8,01     | Mattias Sunneborn           | IFK Lidingö                                                            | 7,89     | David Frykholm   | IF Göta                                                         | 7,59     |
| Tresteg                  | Christian Olsson    | Örgryte IS                                                             | 16,97    | Conny Malm                  | Ullevi FK                                                              | 15,89    | Magnus Skoglund  | Örgryte IS                                                      | 15,86    |
| Kula                     | Jimmy Nordin        | Malmö AI                                                               | 20,07    | Andreas Gustafsson          | IF Hagen                                                               | 18,50    | Anders Holmström | KFUM Örebro                                                     | 18,21    |
| Diskus                   | Mattias Borrman     | Västerås FK                                                            | 57,53    | Henrik Wennberg             | Turebergs FK                                                           | 55,38    | Linus Bernhult   | Huddinge AIS                                                    | 54,13    |
| Slägga                   | Bengt Johansson     | Turebergs FK                                                           | 73,11    | Per Karlsson                | IFK Växjö                                                              | 73,01    | Tomas Sjösröm    | Ullevi FK                                                       | 66,21    |
| Spjut                    | Mikael Snällfot     | Nedre Sopporo IK                                                       | 75,10    | Daniel Ragnvaldsson         | IFK Strömsund                                                          | 72,63    | Mattias Eriksson | Vännäs FI                                                       | 70,80    |
| Tiokamp                  | Christer Holger     | Huddinge AIS                                                           | 7 836    | Patrik Sandberg             | Huddinge AIS                                                           | 7 368    | Erik Svensson    | Vittsjö GIK                                                     | 7 217    |
| Lagtävling               | Turebergs FK        | -                                                                      | 68       | Spårvägens FK               | -                                                                      | 65       | IF Göta          | -                                                               | 65       |

### Damer
| Gren                    | Guld                      | Guld                                                                           | Guld     | Silver                    | Silver                                                                  | Silver   | Brons                | Brons                                                             | Brons    |
| 100 meter               | Annika Amundin            | Ullevi FK                                                                      | 11,73    | Jenny Kallur              | Falu IK                                                                 | 11,85    | Susanna Kallur       | Falu IK                                                           | 11,85    |
| 200 meter               | Annika Amundin            | Ullevi FK                                                                      | 23,62    | Jenny Kallur              | Falu IK                                                                 | 23,62    | Linda Hansson        | Malmö AI                                                          | 24,14    |
| 400 meter               | Andrea Geurtsen           | Upsala IF                                                                      | 54,84    | Nadja Petersen            | Huddinge AIS                                                            | 54,93    | Linda Olsson         | Täby IS                                                           | 55,42    |
| 800 meter               | Monica Lundgren           | Täby IS                                                                        | 2:06,48  | Therese Ahlepil           | Rånäs 4H                                                                | 2:06,68  | Cecilia Hansson      | Hässelby SK                                                       | 2:06,93  |
| 1 500 meter             | Kristin Ahlepil           | Rånäs 4H                                                                       | 4:26,55  | Hanna Karlsson            | Malmö AI                                                                | 4:28,02  | Ida Nilsson          | Högby IF                                                          | 4:29,01  |
| 5 000 meter             | Marie Söderström-Lundberg | Hässelby SK                                                                    | 16:25,95 | Linda Sjöström            | Falu IK                                                                 | 16:26,25 | Malin Öhrn           | Malmö AI                                                          | 16:27,81 |
| 10 000 meter            | Marie Söderström-Lundberg | Hässelby SK                                                                    | 33:36,80 | Susanne Johansson         | Hässelby SK                                                             | 34:49,84 | Camilla Benjaminsson | Hässelby SK                                                       | 34:53,95 |
| Halvmaraton             | Marie Söderström-Lundberg | Hässelby SK                                                                    | 1:14:39  | Lena Gavelin              | BIF Jamtrennarna                                                        | 1:14:41  | Malin Öhrn           | Malmö AI                                                          | 1:15:18  |
| Maraton                 | Marie Söderström-Lundberg | Hässelby SK                                                                    | 2:37:57  | Susanne Johansson         | Hässelby SK                                                             | 2:43:41  | Heléne Willix        | KA 1 IF                                                           | 2:45:18  |
| 4 km terräng            | Malin Ewerlöf             | Spårvägens FK                                                                  | 13:43    | Ida Nilsson               | Högby IF                                                                | 13:52    | Mia Larsson          | IFK Lund                                                          | 13:54    |
| 8 km terräng            | Camilla Benjaminsson      | Hässelby SK                                                                    | 28:39    | Marie Söderström-Lundberg | Hässelby SK                                                             | 28:44    | Heléne Willix        | KA 1 IF                                                           | 28:54    |
| 4 km terräng lagtävling | Spårvägens FK             | Malin Ewerlöf, Annika Nyberger, Jennie Åkerberg                                | 42:58    | Malmö AI                  | Malin Öhrn, Ann Bettner, Hanna Karlsson                                 | 43:14    | Hässelby SK          | Ulrica Orre, Marie Granberg-Klasson, Florence Engström            | 43:26    |
| 8 km terräng lagtävling | Hässelby SK, lag 1        | Camilla Benjaminsson, Marie Söderström-Lundberg, Midde Hamrin                  | 1:27:14  | Spårvägens FK             | Susanne Wallner, Anke Xylander, Lisa Wiklund                            | 1:33:43  | Hässelby SK, lag 2   | Marie Granberg-Klasson, Annika Skarin, Ingela Gahne               | 1:34:32  |
| 100 meter häck          | Susanna Kallur            | Falu IK                                                                        | 13,43    | Jenny Kallur              | Falu IK                                                                 | 13,62    | Maria Richtnér       | Spårvägens FK                                                     | 14,35    |
| 400 meter häck          | Frida Svensson            | Mölndals AIK                                                                   | 57,68    | Erica Mårtensson          | IFK Växjö                                                               | 58,64    | Monica Lundgren      | Täby IS                                                           | 58,75    |
| 4 x 100 meter           | Malmö AI                  | Ellinor Stuhrmann, Linda Hansson, Maria Staafgård, Petronella Dahlerus         | 46,48    | Ullevi FK                 | Lena Berntsson, Annika Amundin, Lena Melin, Helena Rönner               | 46,62    | Hässelby SK          | Caroline Öhman, Malin Nordqvist, Jessica Larsson, Linda Fernström | 46,64    |
| 4 x 400 meter           | Täby IS, lag 1            | Helene Nordquist (Bourdin), Victoria Gunnarsson, Petra Eklund, Monica Lundgren | 3:42,27  | Malmö AI                  | Maria Staafgård, Petronella Dahlerus , Ellinor Stuhrmann, Linda Hansson | 3:48,47  | Täby IS, lag 2       | Linn Göransson, Cilla Pettersson, Linda Knutsson, Anna Jönsson    | 3:58,55  |
| 4 x 800 meter           | Rånäs 4H                  | Ulrika Johansson (Flodin), Catarina Sundelin, Kristin Ahlepil, Therese Ahlepil | 8:44,82  | Täby IS                   | Petra Eklund, Cilla Pettersson, Linda Olsson, Monica Lundgren           | 8:53,31  | Malmö AI             | Vanessa de Luca, Malin Kemi, Hanna Karlsson, Martina Johansson    | 9:08,64  |
| 3 x 1 500 meter         | Rånäs 4H                  | Therese Ahlepil, Ulrika Johansson (Flodin), Kristin Ahlepil                    | 13:42,11 | Malmö AI                  | Hanna Karlsson, Malin Öhrn, Vanessa de Luca                             | 14:15,05 | -                    | -                                                                 | -        |
| Höjdhopp                | Kajsa Bergqvist           | Turebergs FK                                                                   | 2,01     | Jenny Isgren              | Skurups FK                                                              | 1,75     | Marie Norrman        | Råby-Rekarne FK                                                   | 1,75     |
| Stavhopp                | Malin Ericsson            | Enköpings AI                                                                   | 3,85     | Hanna-Mia Persson         | Kalmar SK                                                               | 3,75     | Maria Rendin         | Malmö AI                                                          | 3,65     |
| Längdhopp               | Jessica Larsson           | Hässelby SK                                                                    | 6,25     | Jessica Palm              | IF Göta                                                                 | 6,14     | Lina Quick           | Strands IF                                                        | 6,04     |
| Tresteg                 | Camilla Johansson         | IFK Växjö                                                                      | 14,14    | Marie Åhlander            | Spårvägens FK                                                           | 13,07    | Anna Andersson       | KA 2 IF                                                           | 12,89    |
| Kula                    | Linda-Marie Mårtensson    | Hässelby SK                                                                    | 16,79    | Helena Engman             | Riviera FI                                                              | 16,75    | Linda Nestorsson     | Ullevi FK                                                         | 15,99    |
| Diskus                  | Anna Söderberg            | Ullevi FK                                                                      | 60,22    | Annika Larsson            | Gefle IF                                                                | 54,23    | Linda Nestorsson     | Ullevi FK                                                         | 51,87    |
| Slägga                  | Cecilia Nilsson           | IK Ymer                                                                        | 61,87    | Anna Söderberg            | Ullevi FK                                                               | 58,01    | Helena Engman        | Riviera FI                                                        | 55,93    |
| Spjut                   | Elisabet (Nagy) Wahlander | Alingsås IF                                                                    | 53,02    | Annika Petersson          | Edsbyns IF                                                              | 52,75    | Katarina Eklöf       | Huddinge AIS                                                      | 51,42    |
| Sjukamp                 | Maria Richtnér            | Spårvägens FK                                                                  | 5 620    | Linda Fredriksson         | Rydö ASK                                                                | 5 333    | Jeanette Hansson     | Eslövs AI                                                         | 4 776    |
| Lagtävling              | Hässelby SK               | -                                                                              | 71       | Ullevi FK                 | -                                                                       | 70       | Mölndals AIK         | -                                                                 | 62       |